# Plac Knesetu (Tel Awiw)
Plac Knesetu (hebr. כיכר הכנסת, Kikar Kneset) jest placem, który znajduje się nad brzegiem Morza Śródziemnego, w osiedlu Lew ha-Ir w Tel Awiwie, w Izraelu.

## Położenie
Plac jest usytuowany w bezpośrednim sąsiedztwie plaży. Jest to skrzyżowanie nadmorskiej promenady z ulicą Allenby.

## Historia
Pierwszy plac powstał w tym miejscu już na początku lat 20. XX wieku. W tym okresie skierowano ulicę Allenby w stronę wybrzeża tylko po to, aby ułatwić dojazd do nadmorskich kawiarenek. Decyzja ta była także podyktowaną przez pragnienie skierowania dalszego rozwoju miasta bliżej morza. W tym celu w 1922 na końcu ulicy Allenby wybudowano kawiarnię Casino Aviv.
W 1924 w pobliżu placu otworzono miejską plażę, strzeżoną przez ratowników. Wzdłuż promenady zaczęto budować coraz liczniejsze kawiarnie i sklepy, natomiast sam plac przebudowano na rondo. Na początku lat 30. XX wieku przy placu powstały dwa hotele. W 1936 sztorm uszkodził fundamenty kawiarni Casino Aviv, którą musiano w 1939 wyburzyć. Na jej miejscu powstał deptak.
W latach 40. XX wieku jeden z tutejszych hoteli przebudowano na kino „Magic” (hebr. לקולנוע קסם). W 1949 odbyło się tutaj pierwsze spotkanie Knesetu, który następnie w grudniu przeprowadził się do Jerozolimy. Natomiast budynek kina zajęła Opera Izraela, która występowała w nim do 1982.
W latach 50. XX wieku pogorszyła się reputacja placu, w wyniku czego turyści zaczęli unikać tej okolicy. Kąpiel na tutejszej plaży została zakazana ze względu na zanieczyszczenie wody, a okoliczne kawiarnie i bary stały się centrum hazardu i prostytucji. W tym okresie przebudowano plac likwidując rondo. Proces rewitalizacji okolicy rozpoczęto w latach 80. XX wieku. Wybudowano nowy deptak, oczyszczono plaże, a w 1988 odnowiono plac. Na jego środku wybudowano fontannę. Budynek kina „Magic” wyburzono i na jego miejscu wybudowano centrum handlowe Opera Tower (wysokość 82 metrów).